# L'Âge d'or (label)
Pour les articles homonymes, voir L'Âge d'or.
L'Âge d'or est un label discographique indépendant allemand, basé à Hambourg, actif entre 1988 et 2007.

## Histoire
Carol von Rautenkranz et Pascal Fuhlbrügge font connaissance grâce aux reportages musicaux qu'ils écrivent pour le fanzine de bande dessinée Eisbrecher et fondent l'agence L'Âge d'or le 6 juin 1986. Tous les trois mois, ils organisent une série de festivals à Altona. Pendant ce temps, von Rautenkranz et son frère Chris von Rautenkranz créent un studio d'enregistrement et créent la compilation Vorwärts Hamburg '87. En 1988, ils fondent le label L'Âge d'or. Le premier disque est Fishing For Compliments de Die-Gants, le groupe de Carol von Rautenkranz. Puis ils publient Der Endgültige Abschluß Des Erdgasröhrengeschäftes!, L'album du groupe The Black Channel, dans lequel jouent Eike Bohlken et Andre Rattay, qui fonderont le groupe Blumfeld avec Jochen Distelmeyer. Le troisième est le premier du groupe Kolossale Jugend, Heile Heile Boches.
Son premier employé est Thorsten Weßel du groupe Ostzonensuppenwürfelmachenkrebs tandis que Pascal Fuhlbrügge se retire après cinq ans de coopération. Les publications sont issues de la Hamburger Schule et connaissent un succès financier avec Die Sterne et Tocotronic au milieu des années 1990.
En 1994, le sous-label Ladomat2000 pour la musique électronique est fondé. L'âge d'or et Ladomat2000 cessent en 2007 en raison de problèmes de liquidités.

## Groupes et artistes

### L'Âge d'or
- beigeGT
- Boxhamsters
- Carnival of Souls
- Das Neue Brot
- Der schwarze Kanal
- Die Aeronauten
- Die-Gants
- Die Regierung
- Die Sterne
- Eagle Seagull
- Fink
- Guz
- Hallelujah Ding Dong Happy Happy!
- Huah!
- Jonas
- Schorsch Kamerun
- Kissin Cousins
- Kolossale Jugend
- Mastino
- Milch
- Ostzonensuppenwürfelmachenkrebs
- Leichter Teile
- Hans Platzgumer
- Pop Goes The Pope
- Richard von der Schulenburg
- Spillsbury
- Stella
- Superpunk
- The Robocop Kraus
- Tilman Rossmy (de)
- Timid Tiger
- Tocotronic (à partir de mars 2007, Universal Music Domestic Division)
- Trashmonkeys
- Von Spar
- We Smile
- Workshop
- Arne Zank

### Ladomat2000
- Arj Snoek
- Commercial Breakup
- Eric D. Clark (de)
- Egoexpress
- Forever Sweet
- Milch
- Netto Houz (de)
- Phantom/Ghost (de)
- Remute
- Sensorama (de)
- Subtle Tease
- Paul Kominek
- Whirlpool Productions